# Walkzange
Die Walkzange ist eine spezielle Zange zum Walken von Leder. Sie hat nach unten hin zwei gebogene Schenkel, welche nur am unteren Ende eine Riffelung aufweisen mit dem Zweck, dass beim Walken das Leder nicht beschädigt wird, da während dieses Vorgangs beidseitig ein großer Druck auf das nasse Leder ausgeübt wird. (Die Riffelung an den Enden wiederum verhindert das Abrutschen des Leders aus den Schenkeln.) Diese Schenkel sind miteinander durch ein Gelenk verbunden, woran sich die Griffe anschließen. Zusätzlich am unteren Schenkel befindet sich ein kleiner klotzartiger Fortsatz mit einer Riffelung an der Unterseite, der wie ein kleiner Hammer zusätzlich neben dem hierfür üblichen kleinen Hammer zum Einschlagen von Walknägeln oder Täckse genutzt werden kann. Außerdem werden mit der Walkzange beschädigte (sprich verbogene) Walknägel oder Täckse aus dem Modell herausgezogen, weil sie meistens ihre Aufgabe, das Leder am Modell festzuhalten, nicht erfüllen.
Dieses Werkzeug wird hauptsächlich im Schuhmacherhandwerk verwendet, kommt aber auch bei den Orthopädiemechanikern zum Einsatz.
Der Funktion, nicht aber der Form nach, ist die Schusterzange der Walkzange gleich. Die Schenkel sind im Unterschied zur Walkzange nicht gebogen. Die breiten kurzen Schenkel können jedoch ebenfalls kleine Schläge auf Walknägel oder Täckse ausführen.